# کلودیو مندز
کلودیو مندز (انگلیسی: Claudio Mendes؛ زادهٔ ۸ دسامبر ۲۰۰۰) بازیکن فوتبال است.
وی همچنین در تیم ملی فوتبال Guinea-Bissau U17 بازی کرده‌است.